# Ådne Søndrål
Ådne Søndrål (ur. 10 maja 1971 w Notodden) – norweski łyżwiarz szybki, trzykrotny medalista olimpijski, wielokrotny medalista mistrzostw świat oraz czterokrotny zdobywca Pucharu Świata.

## Kariera
Specjalizował się w wyścigach na dystansach 1000 i 1500 metrów. Pierwszy medal w karierze wywalczył w 1990 roku, kiedy podczas mistrzostw świata juniorów w Obihiro zajął drugie miejsce w wieloboju. Dwa lata później wystartował na igrzyskach olimpijskich w Albertville, gdzie w biegu na 1500 m zdobył srebrny medal. W zawodach tych wyprzedził go jedynie jego rodak Johann Olav Koss, a trzecie miejsce zajął Holender Leo Visser. Podczas rozgrywanych dwa lata później igrzysk w Lillehammer został zdyskwalifikowany w biegu na 1000 m, a na dystansie 1500 m był czwarty, przegrywając walkę o medal z Holendrem Falko Zandstrą. Podczas igrzysk w Nagano w 1998 roku wystąpił tylko w biegu na 1500 m, zdobywając złoty medal i ustanawiając nowy rekord świata. Wyprzedził bezpośrednio dwóch Holendrów: Idsa Postmę oraz Rintje Ritsmę. W tym samym roku został uhonorowany Nagrodą Oscara Mathisena. Ostatni medal olimpijski zdobył na igrzyskach w Salt Lake City, gdzie na swoim koronnym dystansie był trzeci za Amerykaninem Derekiem Parrą i Jochemem Uytdehaage z Holandii.
W 1996 roku wystartował na wielobojowych mistrzostwach świata w Hamar, zdobywając srebrne medale w biegach na 1000 i 1500 m. Na krótszym dystansie pokonał go Rosjanin Siergiej Klewczenia, a na dłuższym Holender Jeroen Straathof. Na rozgrywanych rok później mistrzostwach świata w Warszawie zajął odpowiednio pierwsze i drugie miejsce. Na dwóch kolejnych edycjach tej imprezy także zdobywał medale, jednak tylko w biegach na 1500 m: złoty na mistrzostwach w Calgary w 1998 roku oraz srebrny na mistrzostwach w Heerenveen w 1999 roku. Kolejne dwa medale przywiózł z mistrzostw świata w Nagano w 2000 roku, gdzie był najlepszy na 1000 m i drugi na 1500 m. Dokładnie odwrotny wynik uzyskał na rozgrywanych rok później mistrzostwach świata w Salt Lake City.
Wielokrotnie stawał na podium zawodów Pucharu Świata, odnosząc przy tym 30 zwycięstw. W sezonach 1998/1999, 1999/2000 i 2001/2002 zwyciężał w klasyfikacji końcowej na 1500 m, a w sezonach 1993/1994, 1997/1998 i 2000/2001 był drugi. Ponadto w sezonie 1995/1996 wygrał klasyfikację na 1000 m, w sezonie 2000/2001 był drugi, a w sezonie 2001/2002 zajął trzecie miejsce.
Ustanowił dwa rekordy świata.
W latach 2002 – 2004 był członkiem Międzynarodowego Komitetu Olimpijskiego

## Osiągnięcia

### Igrzyska olimpijskie
| IO                  | 1000 m | 1500 m |
| ------------------- | ------ | ------ |
| Albertville 1992    | 29.    | srebro |
| Hamar 1994          | DSQ    | 4.     |
| Nagano 1998         | -      | złoto  |
| Salt Lake City 2002 | 11.    | brąz   |

### Mistrzostwa świata w wieloboju
- Innsbruck 1990 – 10.
- Heerenveen 1991 – 20.
- Calgary 1992 – 15.
- Hamar 1993 – DNF
- Baselga di Pine 1995 – 15.
- Hamar 1999 – 6.
- Milwaukee 2000 – 10.

### Mistrzostwa świata w wieloboju sprinterskim
- Heerenveen 1989 – 34.
- Oslo 1992 – 12.
- Heerenveen 1996 – 11.
- Hamar 1997 – 10.
- Berlin 1998 – 17.
- Calgary 1999 – 27.
- Inzell 2001 – 6.
- Hamar 2002 – 12.

### Mistrzostwa świata na dystansach
| MŚ                  | 1000 m | 1500 m |
| ------------------- | ------ | ------ |
| Hamar 1996          | srebro | srebro |
| Warszawa 1997       | złoto  | srebro |
| Calgary 1998        | 5      | złoto  |
| Heerenveen 1999     | 8      | srebro |
| Nagano 2000         | złoto  | srebro |
| Salt Lake City 2001 | srebro | złoto  |